# Sciponacris tahuampae
Sciponacris tahuampae är en insektsart som beskrevs av Christiane Amédégnato 1985. Sciponacris tahuampae ingår i släktet Sciponacris och familjen gräshoppor. Inga underarter finns listade i Catalogue of Life.